# Anarta snelleni
Anarta snelleni là một loài bướm đêm trong họ Noctuidae.